# تشارلز هيغباي
تشارلز هيغباي (بالإنجليزية: Charles Higby)‏ هو عسكري أمريكي، ولد في 1841 في بيتسبرغ في الولايات المتحدة، وتوفي في 19 فبراير 1903 في مك لود في الولايات المتحدة.